# 보이슬라브 코슈투니차
보이슬라브 코슈투니차(세르비아어: Војислав Коштуница, Vojislav Koštunica, 세르보크로아티아어 발음: [ˈvɔjislaːv kɔˈʃtunitsa], 1944년 3월 24일~)는 세르비아의 정치인으로, 세르비아 민주당의 대표를 맡았다. 슬로보단 밀로셰비치의 후임으로 2000년부터 2003년까지 유고슬라비아 연방 공화국의 마지막 대통령을 지냈으며, 2004년~2007년, 2007년~2008년 총리를 두 차례 지냈다.